# Tebaldo Monzani
Tebaldo Monzani (* 1762 im  Herzogtum Modena; † 14. Juli 1839 in Florenz) war ein italienischer Flötist, Musikverleger, Flötenbauer und Komponist.

## Leben und Werk
Tebaldo Monzani trat 1785 in London als Flötenvirtuose in Erscheinung, wo er bis 1803 als Solist und Orchestermusiker tätig war, so am King’s Theatre sowie in den von Johann Peter Salomon veranstalteten Konzerten. 
1787 begann Monzani mit der Herausgabe eigener Kompositionen und auch Musik anderer Komponisten. Ab 1789 arbeitete er bei Druck und Verkauf fallweise mit dem Klavierbauer und Musikverleger James Ball zusammen und begann 1800 unter dem Namen Monzani & Cimador eine Partnerschaft mit Giambattista Cimador, die ab 1803 in einem als „Opera Music Warehouse“ bezeichneten Gebäude ansässig war. 1805 setzte Monzani diese Tätigkeit alleine fort. Monzani hatte um 1800 auch mit dem Bau eigener Flöten begonnen und ging etwa 1807/08 eine Partnerschaft mit Henry Hill (1781–1839) ein. Die als Monzani & Hill oder Monzani & Co. auftretende Firma fertigte Flöten und Klarinetten und kam um 1815 als „music seller to the Prince Regent“ unter königliche Schirmherrschaft. 1829 zog sich Monzani zurück, die Firma wurde zunächst von Hill, dann von dessen Witwe und Sohn bis 1845 weitergeführt. 
Monzani & Co. produzierte eine größere Anzahl qualitativ hochwertiger Flöten, von denen noch etwa 150 erhalten sind. Sie besitzen Seriennummern und punzierte Silberklappen. Teilweise wurde Buchsbaum verwendet, mehrheitlich sind die Instrumente jedoch aus Ebenholz, Kokosholz, Rosenholz und Elfenbein gefertigt.
Monzani komponierte mehrere Werke für „sein“ Instrument. Zudem veröffentlichte er das mehrfach aufgelegte Lehrwerk Monzani's Instructions for the German Flute.